# 西山正容
西山 正容（にしやま まさやす、1942年6月4日 - ）は、英語学者、英文学者。シェイクスピア文学等が専門。博士（文学）。皇學館大学名誉教授。

## 略歴
- 1961年3月 - 京都府立木津高等学校卒業　ハカマ鋼材株式会社入社
- 1962年4月 - 関西大学文学部英文学科入学
- 1965年2月 - ハカマ鋼材株式会社退社
- 1967年3月 - 関西大学文学部英文学科卒業
- 1967年4月 - 関西大学大学院文学研究科（修士課程）英文学専攻入学
- 1969年3月 - 関西大学大学院文学研究科（修士課程）英文学専攻修了（文学修士）
- 1969年4月 - 関西大学大学院文学研究科（博士課程）英文学専攻入学
- 1969年9月 - 大阪工業大学非常勤講師（1971年11月まで）
- 1970年4月 - 龍谷大学非常勤講師（1971年11月まで）
- 1972年3月 - 関西大学大学院文学研究科（博士課程）英文学専攻単位取得満期退学
- 1972年4月 - 関西大学非常勤講師（1976年3月まで）　大谷女子大学非常勤講師（1973年3月まで）
- 1973年4月 - 夙川学院短期大学助教授（1974年3月まで）
- 1974年4月 - 大谷女子大学非常勤講師（1976年3月まで）
- 1976年4月 - 皇學館大學文学部専任講師
- 1981年4月 - 皇學館大學文学部助教授
- 1990年4月 - 関西大学非常勤講師（1992年3月まで）
- 1991年4月 - 皇學館大學文学部教授（2007年3月まで）
- 1993年4月 - 鈴鹿医療科学技術大学非常勤講師（1994年4月まで）
- 2007年4月 - 皇學館大学名誉教授
- 2008年3月 - 「一人旅のハムレット」により関西大学より、博士（文学）の学位を取得

## 著書

### 単著
- 『一人旅のハムレット』（大阪教育図書、2007）

### 共編著
- （今西雅章、藤井健夫、吉田良）『アングリカ -シェイクスピアとその周辺-』（大阪教育図書、1998）

### 講演録
- 『英語のカタカナ表記と日本語』（皇學館大学出版部、1998）

## 訳書

### 共訳
- （ダンカン・サルケルド）（山口和世）『シェイクスピア時代の狂気と演劇』大阪教育図書、1996